# 顺平县
顺平县位于中国河北省中部偏西、太行山东麓，是保定市下辖的一个县。縣人民政府駐蒲陽鎮。

## 历史沿革

### 古代
秦为曲逆县；西汉封陈平为曲逆侯，遂为曲逆侯国，属中山国；王莽改为顺平县；东汉初复原名，章帝元和三年（86年）改为蒲阴县；北魏属定州北平郡；北齐省蒲阴、望都入北平县，治原蒲阴县城；隋遂为北平县；唐宋因之，属定州；金改永平县，后升完州；元仍为完州；明洪武二年（1369年）降为完县。

### 現代
1958年6月，完县、满城县合并，称完满县，属保定专区。同年11月又分立，完县改为保定市完县区。
1960年3月，清苑、完县、满城三区合并，称清苑县，县治满城县，仍属保定市。
1961年12月，恢复完县建制，改属保定专区。
1993年8月，更名顺平县。
1995年，保定地市合并，顺平县属保定市。

## 人口
截至2022年末，順平縣常住人口 26.29 萬人，其中城鎮常住人口 11.22 萬人，城鎮化率 42.67%。出生人口 1616 人，人口出生率為 4.93‰；死亡人口 2435 人，人口死亡率為 7.42‰；人口自然增長率為-2.5‰。

## 地理
地理坐标北纬38度45秒—39度09秒，东经114度50秒—115度20秒。东临满城，西接唐县，南毗望都，北连易县，东南与清苑接壤，西北与涞源搭界。距北京162公里，天津210公里，石家庄102公里，保定32公里。

## 交通
京广西线公路从中部穿过，保源公路从县境北部通过，107国道和京广铁路从县境南部边缘通过（距县城14公里）。保阜高速公路、张石高速公路在境内交汇，为保定西部重要的交通枢纽。

## 行政区划
顺平县下辖7个镇、3个乡：
蒲阳镇、高于铺镇、腰山镇、蒲上镇、神南镇、安阳镇、白云镇、河口乡、台鱼乡和大悲乡。

## 交通
- 234国道过境。